# كأس ديفيز 2001
كأس ديفيز 2001 هو الموسم 90 من  كأس ديفيز. أقيم خلال الفترة 9 فبراير 2001 وحتى 2 ديسمبر 2001، وفاز فيه منتخب فرنسا لكأس ديفيز.